# Giovanni Battista Mengardi

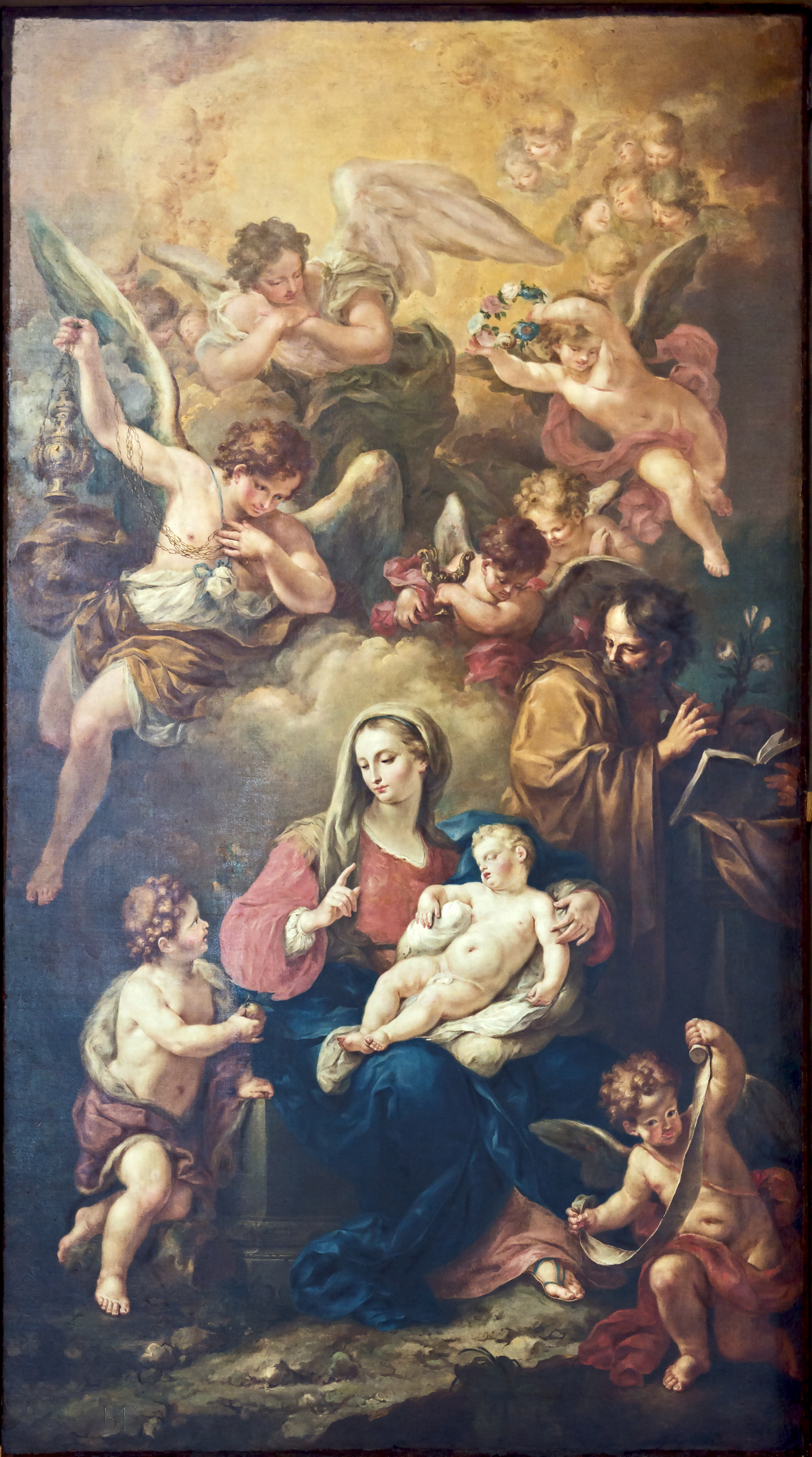
La Sainte Famille, à San Geremia.

Giovanni Battista Mengardi, ou Giambattista Mengardi (né à  Padoue le 7 octobre 1738 et mort à  Venise le 28 août 1796) est un peintre et restaurateur d'art italien.

## Biographie
Giovanni Battista Mengardi a ses premières leçons d'art à Padoue, puis à Venise avec Giambattista Tiepolo. Il devient membre de la « Confrérie des Peintres », à Padoue, où il réalise les décorations (perdues) de la chapelle épiscopale, à l'occasion de la béatification du cardinal Grégoire Barbarigo (1761). Il reste à Padoue jusqu'en 1767 quand  après avoir peint des fresques au Palazzo Maldura, il part vivre à Venise, où il s'inscrit à l'Académie des Beaux-Arts.
Son projet initial impliquait des peintures pour la Chiesa San Pietro Apostolo à Campagna Lupia. Dans les années 1770, pour le sanctuaire de l'Église San Geremia, il crée un retable représentant la Sainte Famille.
Il devient professeur à l'Académie en 1776. Deux ans plus tard, il est nommé inspecteur du Conseil des Dix, succédant à  Anton Maria Zanetti. L'année suivante, il partage ses fonctions avec Pietro Edwards, chargé de la restauration générale.
En 1787, il décore les plafonds de quatre pièces du palais Priuli à Cannaregio avec des sujets mythologiques, dont Athéna luttant avec Poséidon pour la possession de l'Attique. À Sant'Andrea, église de Padoue, il peint le plafond avec L'Apothéose de saint André. Ses dernières  commandes sont exécutées entre 1792 et 1793 : une fresque pour le plafond du Palazzo Barbarigo della Terrazza, représentant Vulcain livrant l'épée d'Énée à Vénus, et une fresque en grisaille en relief simulé, au Palazzo Bellavite Baffo.